# Leucoagaricus americanus
Leucoagaricus americanus es un hongo del género Leucoagaricus, originario de América del Norte. Fue descrito por primera vez por Charles Horton Peck, un micólogo estadounidense del siglo XIX y principios del XX, en 1869. Está ampliamente distribuido en América del Norte, aunque es más común al este de las Montañas Rocosas; es sapróbico y crece en aserrín, astillas de madera, tocones y en el suelo.

## Descripción
El sombrero mide de 3 a 15 cm y tiene forma ovalada cuando está inmaduro, volviéndose de convexo a plano cuando está completamente desarrollado. El sombrero es seco y liso al principio, pero poco a poco va adquiriendo escamas rojizas a marrón rojizo. Es de color blanco, pero enrojece con la madurez o tras ser manipulado. Las branquias están separadas del pie y muy juntas. Aparecen blancas cuando son jóvenes y se tiñen de rosa a granate. El pie mide entre 7 y 14 cm de largo, a menudo se ensancha en el centro o por debajo de éste y se estrecha hacia la base. Aparece blanco al principio, tiñéndose o envejeciendo de rosa o marrón rojizo. Su tacto es suave gracias a sus pelos sedosos. El velo membranoso deja un anillo blanco de doble borde en el estipe superior que puede desaparecer con la edad. Las esporas son de color blanco a crema y miden 8-10 x 6-7,5 µm. La carne es blanca en toda su superficie. Cuando es joven presenta un color entre amarillo y naranja, pero cuando madura se seca de color rojizo. La carne es gruesa y se decolora al cortarla, magullarla o dañarla. Se dice que es comestible, pero no se recomienda su consumo debido a la posible confusión con especies tóxicas como Chlorophyllum molybdites.